# Institut de France
Institut de France, ou em português Instituto de França, é uma instituição académica francesa, fundada em Paris a 25 de Outubro de 1795, agrupando as cinco grandes academias nacionais francesas, entre as quais a prestigiosa Académie des Sciences, com quase 700 académicos franceses e estrangeiros recrutados de entre os intelectuais mais representativos de cada campo do saber. Cabe ao Institut de France administrar cerca de um milhar de fundações, bem como museus, castelos e palácios, a maioria aberta ao público. O Institut também atribui bolsas de investigação e prémios, sob recomendação das suas academias, que no ano de 2002 ultrapassaram os 5 000 000 de euros. A instituição é actualmente presidida por Gabriel de Broglie. O nome é também por vezes utilizado para referir o edifício onde a instituição está instalada, um dos mais marcantes de Paris, sito no endereço 23 quai Conti, no 6.º arrondissement de Paris.
As academias incluídas no Institut de France são: a Académie Française, fundada em 1635; a Académie des Inscriptions et Belles-Lettres, fundada em 1663; a Académie des Sciences, fundada em 1666; a Académie des Beaux-Arts, fundada em 1816; e a Académie des Sciences Morales et Politiques, fundada em 1795.
O Institut de France tem na sua dependência quatro bibliotecas de investigação:
- Bibliothèque Mazarine, em Paris
- Bibliothèque de l'Institut, em Paris
- Bibliothèque Thiers, em Paris
- Bibliothèque du Musée Condé, em Chantilly

## História

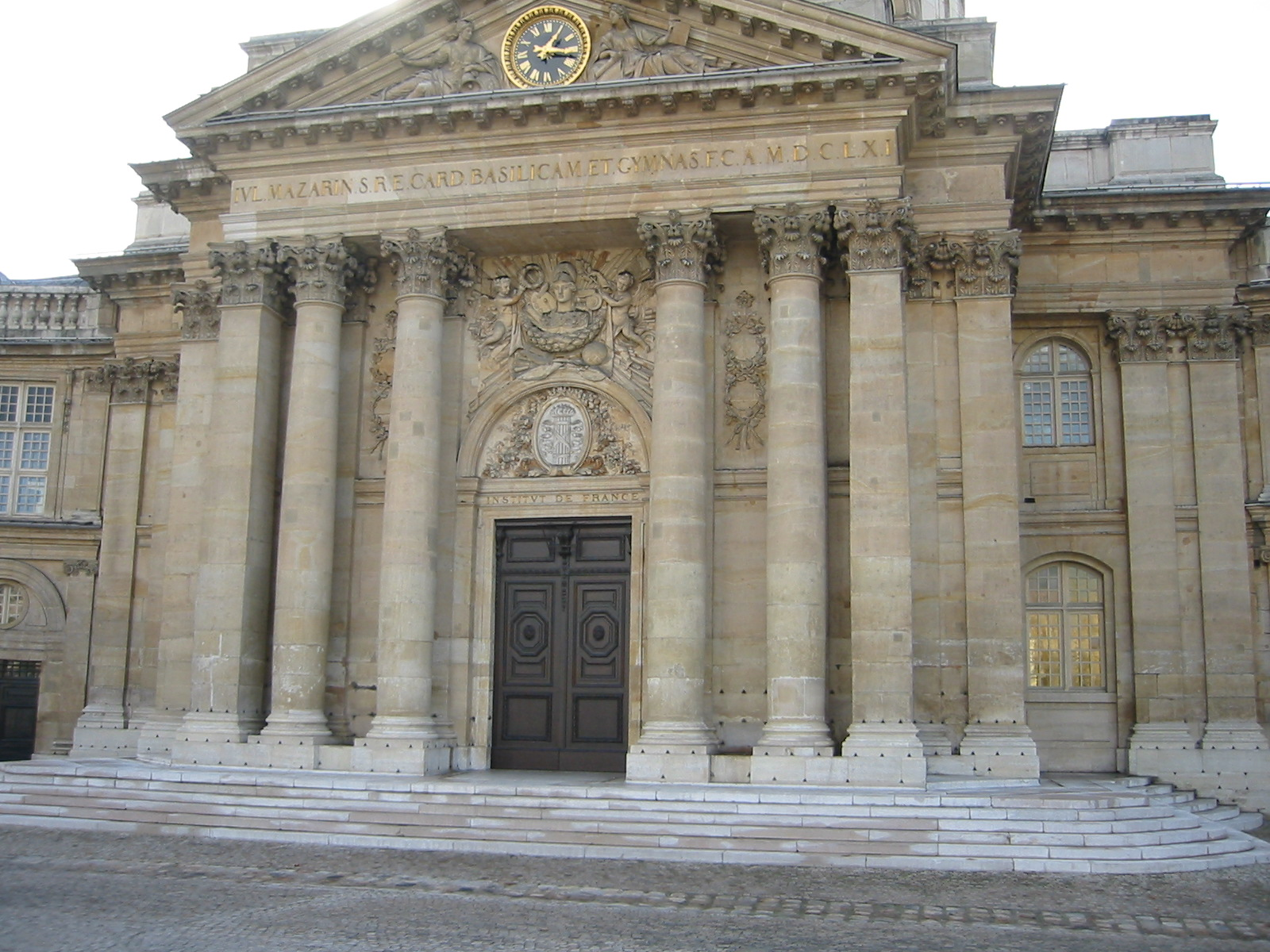
A entrada principal do Institut de France, no quai Conti.

A Revolução Francesa levou à supressão das academias reais que existiam à época, as quais foram substituídas, de acordo com o artigo 298.º da Constituição francesa de 1795, a Constituição do ano III por um Instituto nacional, que nos termos daquele artigo tinha por missão recolher as descobertas e aperfeiçoar as artes e as ciências (Há para toda a República um instituto nacional encarregue de recolher as descobertas e de aperfeiçoar as artes e as ciências).
A lei orgânica que fixou a estrutura do Instituto foi publicada no dia 3 do Brumário do ano IV (10 de Outubro 1795), criando um Instituto nacional das ciências e das artes tendo como objectivo aperfeiçoar as ciências e as artes não interrompidas, a publicação das descobertas, a correspondência com as academias estrangeiras, o seguimento dos trabalhos científicos e literários que tenham por objecto a utilidade geral e a glória da República. Uma outra lei, datada do dia 15 do Germinal do ano IV (4 de Abril de 1796), regulamenta a nova instituição, fixando em detalhe as suas actividades (sessões de trabalho, sessões públicas e atribuição de prémios). 
O Institut de France foi então dividido em três classes: 
1. Classe das ciências físicas e matemáticas, com dois presidentes, um para as ciências físicas e outro para as ciências matemáticas, organizado em 10 secções;
2. Classe das ciências morais e políticas, com 6 secções;
3. Classe de literatura e das belas-artes, com 8 secções.

Quando a Classe das ciências morais e políticas pareceu demonstrar pouca lealdade ao novo regime do Consulado, foi suprimida por um aresto de cônsules, datado de 24 de Janeiro de 1803 (3 do Brumário do ano XI), o qual também dividiu a terceira Classe em três novas Classes, ficando o Institut com a seguinte composição: 
1. Classe das Ciências Físicas e Matemáticas;
2. Classe da Língua e Literatura Francesa;
3. Classe das Línguas Clássicas e de História;
4. Classe das Belas-Artes.

Em 1816, Louis XVIII, por intermédio do seu Ministro do Interior, Vincent-Marie Viénot de Vaublanc, conde de Vaublanc, reorganizou o Institut pelo seu decreto de 21 de Março de 1816, reorganização que também serviu de pretexto para excluir alguns dos membros da academia. Nesta reestruturação a designação de Academia é restaurada, passando a ser empregue para designar cada uma das classes. Surgem assim os nomes de Académie Française, Académie des Inscriptions et Belles-lettres e de Académie des Sciences, agora restabelecidas. A quarta das classes recebe o nome de Académie des Beaux-Arts. 
Ao restabelecer, por decreto de 26 de Outubro de 1832, a Académie des Sciences Morales et Politiques, Louis-Philippe dá ao Institut de France a sua configuração actual.

## O edifício-sede e o património administrado pelo Institut de France
O cardeal Jules Mazarin deixou em 1661 inscrita no seu testamento, e dotada com parte da sua enorme fortuna, a intenção de fundar um grande colégio onde pudessem ser recebidos pelo menos 60 gentis-homens oriundos das nações que tinham sido integradas nos domínios do rei de França pela Paz de Vestfália (1648) e pelo Tratado dos Pirenéus (1659), ou seja de Artois, da Alsácia, de Pignerol, do Roussillon e da Cerdanha). Por essa razão a instituição ficaria conhecida pelo nome "Collège des Quatre-Nations" (Colégio das Quatro Nações).
Como testamenteiro, Jean-Baptiste Colbert encarregou o arquitecto Louis Le Vau de preparar o projecto do edifício, o qual deveria ser construído de forma a fazer face ao pátio quadrado do Louvre na outra margem do rio Sena. Concluído o projecto, a construção foi realizada entre 1662 e 1688.
Em 1805, por ordem de Napoleão Bonaparte, o Institut de France foi instalado no edifício do Colégio, tendo então Antoine Vaudoyer recebido a incumbência de transformar a capela colegial em sala das sessões solenes das academias.
O Institut de France e as academias nele integradas administram, entre muitos outros bens culturais, os seguintes:
- Institut de France:
  - desde 1884 a Fundação d'Aumale: Château de Chantilly com o seu domínio, o "Musée Condé" e o "Musée Vivant du Cheval" em Chantilly
  - desde 1904 a Fundação Siegfried: Castelo de Langeais em Langeais
  - desde 1905 a Fundação Dosne-Thiers: Hôtel particulier Dosne-Thiers e a sua biblioteca, Paris
  - desde 1912 a Fundação Jacquemart-André: Hôtel particulier Jacquemart-André e o Museu homónimo em Paris
  - desde 1912 a Fundação Jacquemart-André: abadia "Abbaye royale de Chaalis" e o seu domínio em Fontaine-Chaalis
  - desde 1919 a Fundação Edmond de Rothschild: Casa do Institut de France em Londres (destruída durante a Segunda Guerra Mundial e desde 1952 a funcionar noutro imóvel)
  - desde 1928 a Fundação Astor: Solar e domínio de Kerazan em Loctudy
  - desde 1928 a Fundação Théodore Reinach: Villa Kerylos em Beaulieu-sur-Mer
  - desde 1997 a Fundação André Bussinger: Castelo de Braux-Sainte-Cohière em Braux-Sainte-Cohière
- Académie française: 
  - desde 1985 a Fundação Duque e Duquesa de Castries: Castelo de Castries em Castries (Hérault)
- Académie des beaux-arts:
  - desde 1932 a Fundação Paul Marmottan: Musée Marmottan Monet em Paris e Bibliothèque Marmottan em Boulogne-Billancourt
  - desde 1934 a Fundação Ephrussi de Rothschild: Villa Ephrussi de Rothschild em Saint-Jean-Cap-Ferrat
  - desde 1966 a Fundação Claude Monet: Casa Claude Monet em Giverny
- Académie des sciences: 
  - desde 1897 a Fundação Antoine d'Abbadie: Castelo de Abbadie em Hendaye
  - desde 1992 a Fundação Haus Louis Pasteur: casa de Louis Pasteur em Arbois (Jura)